# David Rugamas
David Antonio Rugamas Leiva (San Juan Opico, La Libertad, 17 de febrero de 1990) es un futbolista salvadoreño. Juega como delantero y su equipo actual es el Club Deportivo Águila de la Primera División de El Salvador.

## Selección nacional
Ha sido internacional con la Selección de El Salvador en 14 ocasiones, anotando 10 goles.
Ocho de esas anotaciones fueron realizadas en las eliminatorias de Concacaf hacia la Copa Mundial de la FIFA Catar 2022, por lo que Rugamas es el cuarto goleador histórico de El Salvador en eliminatorias mundialistas, superado por Luis "El Pelé" Zapata (10 goles), Jorge Mágico González (12) y Raúl Díaz Arce (18), siendo David Rugamas el único jugador activo de esta lista.

## Clubes
Actualizado al último partido jugado el 23 de octubre de 2022.
| Alianza Fútbol Club · El Salvador                          | 1.ª                 | 2011-12             | 3   | 0  | - | - | - | - | 3   | 0  |
| Alianza Fútbol Club · El Salvador                          | Total               | Total               | 3   | 0  | 0 | 0 | 0 | 0 | 3   | 0  |
| Club Deportivo Universidad de El Salvador · El Salvador    | 1.ª                 | 2013                | 14  | 4  | - | - | - | - | 14  | 4  |
| Club Deportivo Universidad de El Salvador · El Salvador    | Total               | Total               | 14  | 4  | 0 | 0 | 0 | 0 | 14  | 4  |
| Club Deportivo Juventud Independiente · El Salvador        | 1.ª                 | 2013-14             | 14  | 7  | - | - | - | - | 14  | 7  |
| Club Deportivo Juventud Independiente · El Salvador        | 1.ª                 | 2014-15             | 31  | 15 | - | - | - | - | 31  | 15 |
| Club Deportivo Juventud Independiente · El Salvador        | Total               | Total               | 45  | 22 | 0 | 0 | 0 | 0 | 45  | 22 |
| Asociación Deportiva Isidro Metapán · El Salvador          | 1.ª                 | 2015-16             | 43  | 17 | - | - | 4 | 2 | 47  | 19 |
| Asociación Deportiva Isidro Metapán · El Salvador          | 1.ª                 | 2016                | 4   | 2  | - | - | - | - | 4   | 2  |
| Asociación Deportiva Isidro Metapán · El Salvador          | Total               | Total               | 47  | 19 | 0 | 0 | 4 | 2 | 51  | 21 |
| Al Minaa Sport Club Irak                                   | 1.ª                 | 2016                | 3   | 0  | - | - | - | - | 3   | 0  |
| Al Minaa Sport Club Irak                                   | Total               | Total               | 3   | 0  | 0 | 0 | 0 | 0 | 3   | 0  |
| Asociación Deportiva Isidro Metapán · El Salvador          | 1.ª                 | 2017                | 20  | 2  | - | - | - | - | 20  | 2  |
| Asociación Deportiva Isidro Metapán · El Salvador          | Total               | Total               | 20  | 2  | 0 | 0 | 0 | 0 | 20  | 2  |
| Club Deportivo Águila · El Salvador                        | 1.ª                 | 2017-18             | 26  | 4  | - | - | 2 | 0 | 28  | 4  |
| Club Deportivo Águila · El Salvador                        | Total               | Total               | 26  | 4  | 0 | 0 | 2 | 0 | 28  | 4  |
| Club Deportivo FAS · El Salvador                           | 1.ª                 | 2018-19             | 32  | 7  | - | - | 1 | 0 | 33  | 7  |
| Club Deportivo FAS · El Salvador                           | Total               | Total               | 32  | 7  | 0 | 0 | 1 | 0 | 33  | 7  |
| JL Chiangmai United Tailandia                              | 2.ª                 | 2019                | 10  | 3  | - | - | - | - | 10  | 3  |
| JL Chiangmai United Tailandia                              | Total               | Total               | 10  | 3  | 0 | 0 | 0 | 0 | 10  | 3  |
| Club Social y Deportivo Xelajú Mario Camposeco · Guatemala | 1.ª                 | 2020                | 7   | 1  | - | - | - | - | 7   | 1  |
| Club Social y Deportivo Xelajú Mario Camposeco · Guatemala | Total               | Total               | 7   | 1  | 0 | 0 | 0 | 0 | 7   | 1  |
| Once Deportivo Fútbol Club · El Salvador                   | 1.ª                 | 2020-21             | 34  | 15 | - | - | - | - | 34  | 15 |
| Once Deportivo Fútbol Club · El Salvador                   | Total               | Total               | 34  | 15 | 0 | 0 | 0 | 0 | 34  | 15 |
| Club Deportivo Águila · El Salvador                        | 1.ª                 | 2021-22             | 25  | 3  | - | - | - | - | 25  | 3  |
| Club Deportivo Águila · El Salvador                        | Total               | Total               | 25  | 3  | 0 | 0 | 0 | 0 | 25  | 3  |
| Santa Tecla Fútbol Club · El Salvador                      | 1.ª                 | 2022                | 7   | 0  | - | - | - | - | 7   | 0  |
| Santa Tecla Fútbol Club · El Salvador                      | Total               | Total               | 7   | 0  | 0 | 0 | 0 | 0 | 7   | 0  |
| Total en su carrera                                        | Total en su carrera | Total en su carrera | 273 | 80 | 0 | 0 | 7 | 2 | 280 | 82 |
| (2) No incluye goles en partidos amistosos.                |                     |                     |     |    |   |   |   |   |     |    |

Reservas/Segunda División de El Salvador
| Club                                  | País        | Año         | Partidos | Goles |
| ------------------------------------- | ----------- | ----------- | -------- | ----- |
| Club Deportivo Juventud Independiente | El Salvador | 2008        |          |       |
| Alianza Fútbol Club                   | El Salvador | 2009 - 2010 |          |       |
| Club Deportivo Once Lobos             | El Salvador | 2012        | 18       | 7     |
| Total:                                | Total:      | Total:      | 18       | 7     |

### Selección nacional
| Selección                                 | Año                 | Partidos | Goles |
| ----------------------------------------- | ------------------- | -------- | ----- |
| El Salvador                               |                     |          |       |
| 2015                                      | 3                   | 0        |       |
| 2016                                      | 1                   | 0        |       |
| 2017                                      | 0                   | 0        |       |
| 2018                                      | 0                   | 0        |       |
| 2019                                      | 5                   | 2        |       |
| 2020                                      | 0                   | 0        |       |
| 2021                                      | 8                   | 8        |       |
| Total en su carrera                       | Total en su carrera | 17       | 10    |
| Estadísticas hasta el 4 de julio de 2021. |                     |          |       |